# Juan Rivera (Fußballspieler)
Juan Pascual Renato Rivera Salgado (* 25. Dezember 1959 in Concepción) ist ein ehemaliger chilenischer Fußballspieler. Der Innenverteidiger absolvierte zwei Länderspiele für die Nationalmannschaft Chiles.

## Karriere

### Verein
Juan Rivera begann 1979 seine Profikarriere beim CD Huachipato und spielte dort bis 1986, davon war der Verteidiger fünf Jahre Kapitän des Teams. 1987 nahm er das Angebot vom CD Cobresal an und gewann noch im ersten Jahr bei seinem neuen Klub die Copa Chile. Von 1989 bis 1991 lief Rivera für Unión Española auf. Nach einer kurzen Station bei Deportes La Serena kehrte er 1993 zu Cobresal zurück, das mittlerweile in der Segunda División spielte. Nach dem Aufstieg 1993 konnte sich der Klub aus der Minenstadt nicht in der höheren Spielklasse etablieren, sondern stieg direkt wieder in die Zweitklassigkeit ab. Dort beendende Rivera 1996 seine Karriere.

### Nationalmannschaft
Für die Nationalmannschaft Chiles absolvierte Juan Rivera zwei Freundschaftsspiele. Im Dezember 1987 debütierte der Innenverteidiger gegen Brasilien und im Mai 1991 wurde er gegen Uruguay zehn Minuten vor Spielende für Fernando Cornejo eingewechselt.

### Erfolge
Cobresal
- Copa Chile: 1987